# Меса Верд (Калифорнија)
Меса Верд (енгл. Mesa Verde) насељено је место без административног статуса у америчкој савезној држави Калифорнија.

## Демографија
По попису из 2010. године број становника је 1.023.
| Група             | 2000.    | 2010.       |
| Белци             | 0 (0,0%) | 266 (26,0%) |
| Афроамериканци    | 0 (0,0%) | 8 (0,8%)    |
| Азијати           | 0 (0,0%) | 4 (0,4%)    |
| Хиспаноамериканци | 0 (0,0%) | 715 (69,9%) |
| Укупно            | 0        | 1.023       |